# 垂体瘤
垂体瘤（英語：pituitary tumours）又称垂腺瘤，是发生于腦下垂體的肿瘤，70%为厌色细胞瘤，其次为嗜酸细胞瘤和混合瘤（含有嗜酸和厌色两种细胞），嗜碱细胞瘤较罕见。从生物化学角度讲，催乳腺瘤（prolactinoma）最常见。

## 内分泌障碍及头痛
嗜碱细胞瘤体小，不突出鞍外，主要症状为内分泌障碍，呈现皮质类固醇增多症，即Cushing综合征。嗜酸细胞瘤早期只表现内分泌障碍，因生长激素分泌过多，青春期以前出现巨人症，青春期后为肢端肥大症；后期可能突出鞍外，引起视交叉压迫症状。厌色细胞瘤最易产生视交叉压迫症状，内分泌症状是因肿瘤压迫垂体使之功能低下，间接引起一靶腺功能低下，如性机能衰退、毛发稀疏脱落、甲状腺机能减退、肾上腺皮质功能不全等。晚期累及下丘脑致尿崩、恶病质、嗜睡及体温改变等。混合瘤则兼有轻度肢端肥大症及垂体功能低下表现。各型垂体瘤在鞍内压迫鞍隔时，均可引起前头部或眶后疼痛。当肿瘤突破鞍隔后，头痛即减轻或消失；但如肿瘤扩展影响到鞍旁三叉神经或颅底动脉等痛觉敏感组织时，仍可有疼痛。晚期肿瘤增大，进入脑室，常影响脑脊液循环致颅内高压而头痛。

## 眼症
单眼或双眼视力逐渐减退，有时突然视力减退或一过性黑矇发作，系供应视神经或视交叉的血管受压所致。70%的视野变化是双颞侧偏盲。由于肿瘤发展一般较缓慢，初期的红色视野缺损常被忽略。按受压部位与时间的不同，视野变化各异。病程中定期检查视野有重要的诊断意义。
垂体瘤多自前下向上压迫视交叉，故最先影响来自视网膜鼻下方的纤维，反映在视野图上为双视野的颞上方缩小，即双颞上象限缺损。首先是周边视野受损，随后，整个视交叉的交叉纤维受压，因而呈双颞侧完全性偏盲。若肿瘤继续增大，则可把视交叉推向上，使其上部的纤维压在大脑前动脉之下，即颞上方视网膜纤维受压而出现双鼻下方视野缺损。若压迫仍不解除，则整个视野丧失而致全盲，此时在颞侧下半视野内仍可见手动或保留光感。如果通过手术前或放射治疗解除了压迫，视野可能部分恢复。鉴于多数人的视交叉都位于脑垂体的后上方，呈轻度后置位，鞍隔薄时，肿瘤一般向上突破鞍隔并压迫视交叉的前下方，产生双颞上象限视野缺损。厚的鞍隔可使肿瘤向前或向侧方扩展。如果压迫在视交叉的前下方并偏于一侧，则引起该侧眼的颞侧偏盲，因黄斑纤维亦同时受损，故严重影响视力；另一眼则为颞上象限视野缺损。也可先有双颞侧中心偏盲性暗点，后向周边扩大。

## X线检查
除嗜碱细胞瘤外，蝶鞍多呈球形扩大，鞍底骨质吸收或肿瘤生长不对称而出现“双鞍底”。嗜酸细胞瘤可有鞍底密度增大。肿瘤侵及后床突及鞍背则使鞍背变薄、坚直、后移或消失，有时后床突游离。进一步扩大常使前床突及鞍结节破坏，或者为骨质吸收、变薄或前突抬起。压迫第三脑室多致颅内高压。气脑造影可见视交叉池充盈不足、闭塞、脚间池充盈缺损，第三脑室增宽变短或移位。若肿瘤突至鞍上，脑血管造影显示颈内动脉虹吸部张开，或大脑前动脉垂直段拉直，并向后上方移位；颈内动脉有时外移。CT检查可直接观察到肿瘤大小及蝶鞍破坏情况。

## 治疗
在鞍内生长未累及视路的垂体瘤通常采用放射治疗；否则以手术治疗为主，以求视力、视野有所恢复。术前、术中、术后均应采用可的松及行其它替代性治疗。

## 外部連結
- Cancer.gov: pituitary tumors（页面存档备份，存于）
- Cleveland Clinic: Evaluation and management of pituitary incidentalomas
- The Pituitary Foundation（页面存档备份，存于） (UK)
- The Pituitary Network Association -- pituitary.org（页面存档备份，存于） (USA)